# Erkki Latvala
Erkki Juhani Latvala (* 20. August 1965 in Teuva) ist ein ehemaliger finnischer Biathlet.
Erkki Latvala startete für Kauhajoen Karhu. Er gab 1993 bei den vorolympischen Wettbewerben in Lillehammer sein Weltcup-Debüt und gewann als Siebter eines Einzels nicht nur sofort Weltcuppunkte, sondern erreichte auch sofort eine Top-Ten-Platzierung. Es blieb zugleich das beste Weltcup-Ergebnis in Latvalas Karriere. Erster Karrierehöhepunkt wurden die Olympischen Winterspiele 1994 in Lillehammer, bei denen der Finne 54. des Sprints und gemeinsam mit Harri Eloranta, Timo Seppälä und Vesa Hietalahti als Startläufer der Staffel Fünfter wurde. 1995 nahm Latvala in Antholz an den Weltmeisterschaften teil, wo er 34. des Sprints und mit Ville Räikkönen, Harri Eloranta und Vesa Hietalahti Staffel-Zehnter wurde. Letztes internationales Großereignis wurden die Weltmeisterschaften 1996 in Ruhpolding. Latvala wurde 31. des Einzels und mit Vesa Hietalahti, Ville Räikkönen sowie Paavo Puurunen Sechster im Staffelrennen. Nach der Saison 1996/97 beendete er seine internationale Karriere. National gewann er 1998 noch Silber mit der Mannschaft.

## Biathlon-Weltcup-Platzierungen
Die Tabelle zeigt alle Platzierungen (je nach Austragungsjahr einschließlich Olympische Spiele und Weltmeisterschaften).
- 1.–3. Platz: Anzahl der Podiumsplatzierungen
- Top 10: Anzahl der Platzierungen unter den ersten zehn (einschließlich Podium)
- Punkteränge: Anzahl der Platzierungen innerhalb der Punkteränge (einschließlich Podium und Top 10)
- Starts: Anzahl gelaufener Rennen in der jeweiligen Disziplin

| Platzierung                                              | Einzel | Sprint | Verfolgung | Massenstart | Team | Staffel | Gesamt |
| -------------------------------------------------------- | ------ | ------ | ---------- | ----------- | ---- | ------- | ------ |
| 1. Platz                                                 |        |        |            |             |      |         |        |
| 2. Platz                                                 |        |        |            |             |      |         |        |
| 3. Platz                                                 |        |        |            |             |      |         |        |
| Top 10                                                   | 1      |        |            |             |      | 4       | 5      |
| Punkteränge                                              | 2      | 1      |            |             |      | 4       | 7      |
| Starts                                                   | 13     | 18     |            |             |      | 4       | 35     |
| Stand: Karriereende, Daten möglicherweise nicht komplett |        |        |            |             |      |         |        |